# Coach van het Jaar (Belgisch korfbal)
De titel Coach van het Jaar bekroont de beste coach uit de hoogste Belgische competitie (veld en zaal) van het korfbal.

## Erelijst
- 1997 Werner Wöhlken (Catba)
- 1998 Frank Hardies
- 1999 Ivo Goossens
- 2000 Luc Tossens
- 2001 Luc Tossens
- 2002 Luc Tossens
- 2003 Luc Tossens
- 2004 Frank Hardies
- 2005 Jurgen Frensch (Riviera)
- 2006 Guy Junes (Scaldis)
- 2007 Eddy Van Hoof (AKC)
- 2008 Eddy Van Hoof
- 2009 Jurgen Frensch (Scaldis)
- 2010 Jurgen Frensch (Scaldis)
- 2011 Luc Tossens (Boeckenberg)
- 2012 Bart De Vylder (Voorwaarts)
- 2013 Detlef Elewaut (Boeckenberg)
- 2014 Eddy Van Hoof (Borgerhout/Groen-Wit)
- 2015 Chris Palinckx (AKC)
- 2016 Ewald Frensch (Floriant)
- 2017 Jurgen Frensch (Kwik)
- 2018 Jurgen Frensch (Kwik)
- 2019 Kevin De Waele (Floriant)
- 2020 niet uitgereikt
- 2021 Kevin De Waele (Floriant)